# En lyckoriddare
En lykkoridare (en suec, un cavaller afortunat) és una pel·lícula muda històrica dramàtica sueca del 1921 dirigida per John W. Brunius i protagonitzada per Gösta Ekman, Mary Johnson i Axel Ringvall. La futura estrella Greta Garbo va aparèixer en un petit paper com a minyona en una taverna. Els decorats de la pel·lícula van ser dissenyats pel director d'art Gustaf Hallén i Vilhelm Bryde. Ara es considera una pel·lícula perduda.

## Repartiment
- Gösta Ekman com a Lars Wiwalt
- Mary Johnson com la filla de Gertrud Wulff
- Axel Ringvall com a Wulff Grijp
- Hilda Forsslund com a Lena Daa
- Nils Lundell com a Clement
- Vilhelm Bryde com a Rönnow Bilde
- Gösta Cederlund com a Niels Kagg
- Gavina Natorp com a Sra. Margarete Gripp
- Carlo Keil-Möller com a Erich Gyllenstierna
- Arthur Natorp com a Andreas Anundi
- Semmy Friedmann com a Henri de Bresignac
- Greta Garbo com a criada
- Alva Garbo com noia a la taverna
- Alfred Lundberg com a sacerdot

## Producció
La pel·lícula es va estrenar el 14 de març de 1921. S'havia rodat als estudis Skandia de Långängen a Stocksund amb exteriors del castell de Svaneholm i el castell de Borgeby, així com les zones al voltant de Bjärred a Skåne i a Oktorpsgården a Skansen a Estocolm per Hugo Edlund.
Es va utilitzar com a model la novel·la En lyckoriddare d'Harald Molander, que es va publicar el 1896. La novel·la es va representar en forma teatralitzada amb Anders de Wahl en el paper principal al Teatre Suec el 1900.
Un remake del destí de Lars Wivallius es va fer l'any 1942 a la pel·lícula En äventyrare.